# Kapton

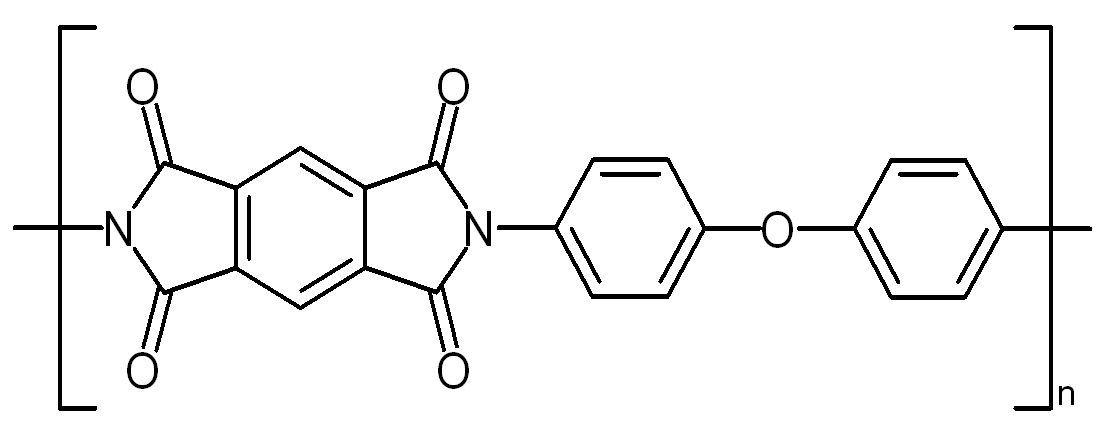
Estructura del poli-oxidifenileno-piromellitimida.

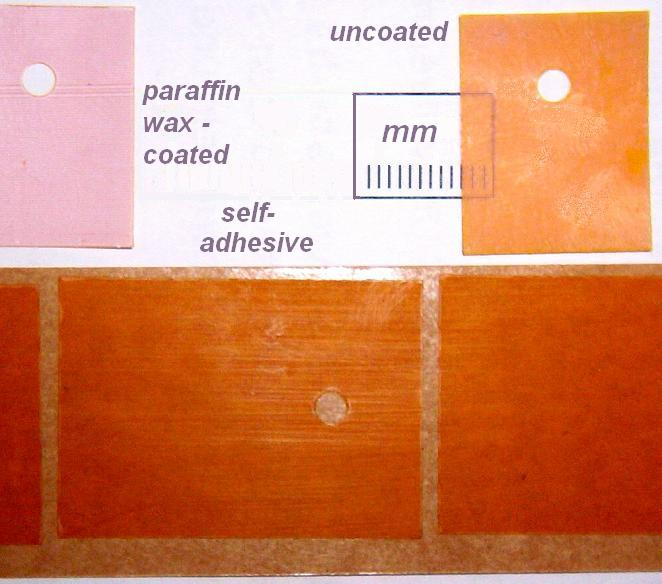
Almohadillas aislantes Kapton para montar piezas electrónicas en un disipador de calor.

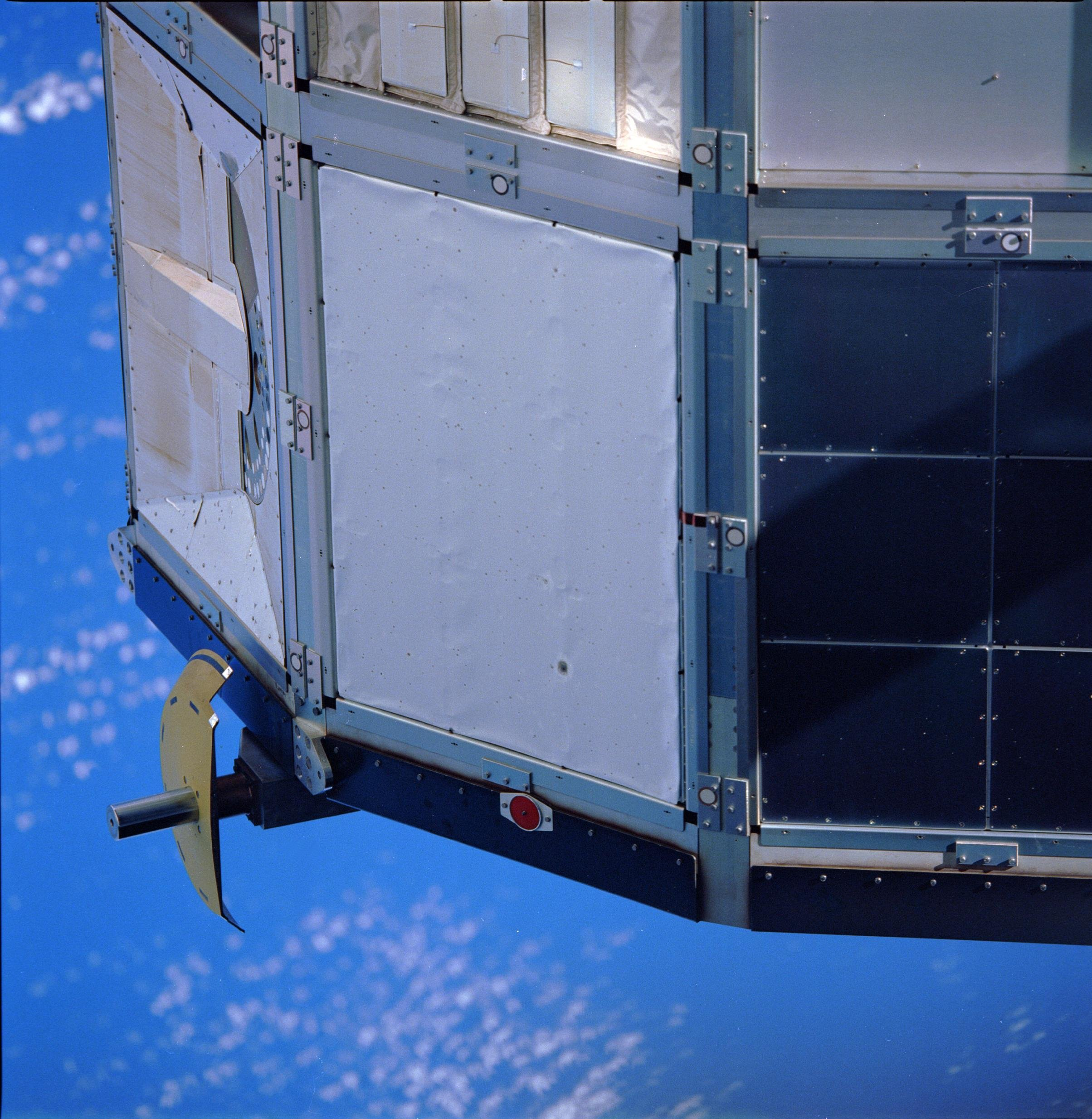
La cubierta térmica Kapton aluminizada se utilizó en un experimento de rayos cósmicos ultrapesados.

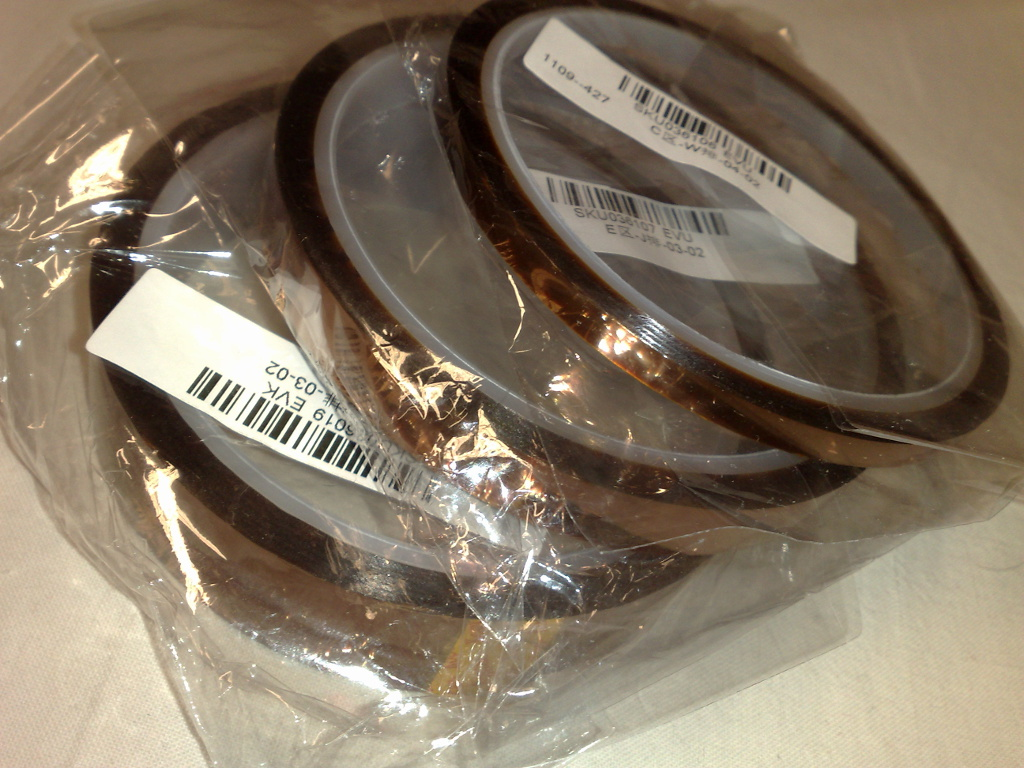
Cintas Kapton, tres rollos de diferentes anchuras.

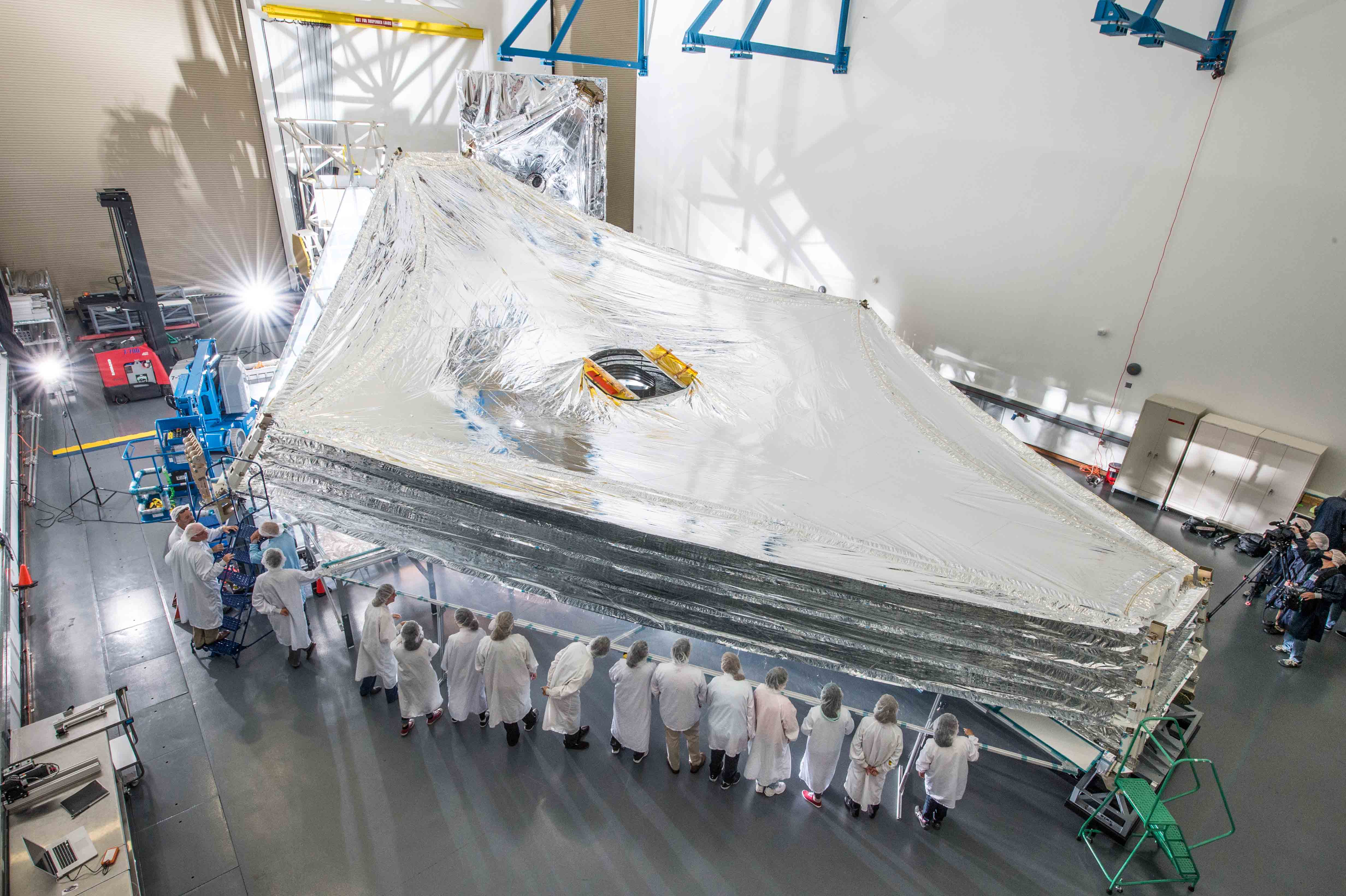
JWST escudo, hecho de Kapton.

Kapton es una película de poliimida desarrollada por la empresa DuPont a finales de la década de 1960 que se mantiene estable en un amplio rango de temperaturas, hasta 400 grados Celsius. Kapton se utiliza, entre otras cosas, en electrónica flexible, impresión 3D, en máquinas de rayos X o como parte de mantas térmicas para instrumentos, satélites o naves espaciales.
El nombre químico para Kapton es K y HN es poli (4,4'-oxidifenileno-piromellitimida). Se produce a partir de la condensación de dianhídrido piromelítico y 4,4'-oxidifenilamina. La síntesis de Kapton es un ejemplo del uso de un dianhídrido en la etapa de polimerización. El polímero intermedio, conocido como "poli (ácido amónico)", es soluble debido a los fuertes enlaces de hidrógeno con los disolventes polares habitualmente empleados en la reacción química. El cierre del enlace se lleva a cabo a altas temperaturas, entre 200 y 300 grados Celsius.

## Derechos
Kapton es una marca registrada de E. I. du Pont de Nemours and Company.